# Keserű Alajos
Keserű Alajos (Budapest, 1905. március 8. – Budapest, 1965. május 3.) olimpiai bajnok vízilabdázó, mesteredző, Keserű Ferenc vízilabdázó öccse. A sportsajtóban Keserű II. néven szerepelt.
Aktív sportolói pályafutását 1917-ben, bátyja egyesületében, az MTK-ban (Magyar Testgyakorlók Köre) kezdte. 1919-től a III. kerületi TVE (Torna és Vívó Egylet), 1920-tól az FTC (Ferencvárosi Torna Club), 1928-tól a MAC (Magyar Atlétikai Club), majd 1935-től az ÚTE (Újpesti Torna Egylet) úszója és vízilabdázója volt. 1921-től 1935-ig hetvenhárom alkalommal szerepelt a magyar vízilabda válogatottban. Tagja volt az 1932. évi nyári olimpiai játékokon bajnokságot nyert magyar csapatnak.
1936-ban történt visszavonulása után Tatabányán és Budapesten edzőként tevékenykedett.

## Sporteredményei
vízilabdázóként
- Olimpiai játékok
  - bajnok (1932)
  - ezüstérmes (1928)
  - 5. helyezett (1924)
- Európa-bajnokság
  - bajnok (1926, 1927, 1931, 1934)
- Magyar bajnokság
  - bajnok (1921, 1922, 1925, 1926, 1927, 1929, 1935)
  - második (1923, 1924, 1928, 1930, 1932, 1933)
  - harmadik (1931)
- Magyar kupa
  - győztes (1924, 1926)

úszóként
- háromszoros magyar bajnok (4 × 200 m gyorsváltó: 1921, 1922 ; folyamúszás: 1922 )